# The Perils of Pauline
The Perils of Pauline er en amerikansk stumfilm fra 1914 af Louis J. Gasnier og Donald MacKenzie.

## Medvirkende
- Pearl White som Pauline Marvin
- Crane Wilbur som Harry Marvin
- Paul Panzer som Raymond Owen
- Edward José som Sanford Marvin
- Francis Carlyle som Hicks